# كالوسا دي سوجورا
بلدية قَلْيُوْش أو بلدية قليوشة أو بلدية كالوسا دي سوجورا (بالإسبانية: Callosa de Segura)‏, هي بلدية تقع في مقاطعة لقنت. جنوب شرق إسبانيا. يبلغ عدد سكانها 17.366 نسمة.

## توأمة
لقليوشة اتفاقيات توأمة مع كل من:
- توريفايجا
- Sommières [الإنجليزية]‏
- San Adrián [الإنجليزية]‏

## أعلام
- سلفادور كامبيلو